# Andreas Eiler
Andreas Eiler (* 24. November 1972) ist ein deutscher Pokerspieler und ehemaliger Fußballspieler.

## Fußballkarriere
Eiler spielte als Stürmer für die Fußballvereine 1. FC Passau, SV Braunau und SV Schalding-Heining. Er absolvierte 52 Spiele (21 Tore) in der fünftklassigen Oberliga Bayern und 13 Spiele (3 Tore) in der zweithöchsten österreichischen Spielklasse. Später war Eiler beim SV Schalding-Heining als Trainer beschäftigt. Er lebt im oberösterreichischen Schärding.

## Pokerkarriere
Eiler nimmt seit 2008 an renommierten Live-Turnieren teil.
Anfang Juni 2008 gewann Eiler ein Turnier der Poker Masters in Seefeld mit einer Siegprämie von rund 30.000 Euro. Im Mai 2012 siegte er bei einem High-Roller-Event im King’s Casino in Rozvadov mit einem Hauptpreis von 204.000 Euro. Ende Juni 2013 war Eiler erstmals bei der World Series of Poker (WSOP) im Rio All-Suite Hotel and Casino am Las Vegas Strip erfolgreich und kam bei einem Turnier der Variante No Limit Hold’em ins Geld. Anfang November 2017 wurde er beim 111.111 Euro teuren High Roller for One Drop der World Series of Poker Europe in Rozvadov Zweiter hinter Dominik Nitsche und erhielt sein bisher höchstes Preisgeld von rund 2,1 Millionen Euro. Im April 2018 gewann Eiler ein €25k Super High Roller der partypoker Millions in Barcelona mit einer Siegprämie von 700.000 Euro. Bei der WSOP 2018 belegte er beim ersten High-Roller-Event den vierten Platz und erhielt knapp 900.000 US-Dollar Preisgeld.
Insgesamt hat sich Eiler mit Poker bei Live-Turnieren mindestens 5 Millionen US-Dollar erspielt.